# Tęgosterzyk większy
Tęgosterzyk większy (Deconychura longicauda) – gatunek ptaka z rodziny tęgosterowatych (Dendrocolaptidae), zamieszkujący północną część Ameryki Południowej.

## Systematyka
Takson po raz pierwszy opisany przez von Pelzelna pod nazwą Dendrocincla longicauda. Jako lokalizację holotypu autor wskazał Borba, Marabitanas w Barra do Rio Negro, co według autorów Handbook of the Birds of the World oznacza Manaus w Brazylii. Obecnie gatunek zaliczany jest do rodzaju Deconychura.
Obecnie tęgosterzyk większy uznawany jest za gatunek monotypowy. Dawniej wyróżniano w obrębie tego gatunku aż 7 podgatunków występujących od Ameryki Centralnej po Peru, północną Boliwię i środkową Brazylię, jednak wszystkie te podgatunki, poza nominatywnym, wydzielono do dwóch osobnych gatunków: D. typica (tęgosterzyk plamisty) i D. pallida (tęgosterzyk amazoński). Rozdzielenia dokonano na podstawie różnic w morfologii i wokalizacji oraz badań genetycznych. 

## Występowanie
Tęgosterzyk większy występuje w regionie Gujana i północnej Brazylii (od Rio Negro w północnej części stanu Amazonas na wschód do stanu Amapá).

## Morfologia
Mały ptak o długości ciała 19–22 cm. Masa ciała 22,0–36,3 g. Obie płcie są do siebie podobne.

## Status
Międzynarodowa Unia Ochrony Przyrody (IUCN) uznaje tęgosterzyka większego za gatunek najmniejszej troski (LC, Least Concern); trend liczebności uznawany jest za spadkowy. Przed podziałem gatunek opisywany był jako rzadki.